# Ларго (Флорида)
Ларго (англ. Largo) — місто (англ. city) в США, в окрузі Пінеллас на заході штату Флорида, на узбережжі Мексиканської затоки Атлантичного океану. Західне передмістя Тампи. Населення — 82 485 осіб (2020). Місто входить до агломерації Тампа-Сент-Пітерсбург-Клірвотер з населенням 2 747 272 особи (2009 рік).
До іспанців тут мешкали Токобага. Тут було озеро Толулу, що пере'менували на Ларго, яке осушили 1916 року. Місто утворене 1905 року.
Середньодобова температура липня — +31 °C, січня — +16 °C. Щорічні опади — 1260 мм з піком на червень-вересень місяці.
Найбільше підприємство міста «Тек дата» з 2500 робітниками.

## Географія
Ларґо розташоване за координатами 27°54′23″ пн. ш. 82°46′17″ зх. д. / 27.90639° пн. ш. 82.77139° зх. д. (27.906389, -82.771466).  За даними Бюро перепису населення США в 2010 році місто мало площу 48,14 км², з яких 45,63 км² — суходіл та 2,51 км² — водойми.

## Демографія
Згідно з переписом 2010 року, у місті мешкало 77 648 осіб у 38 022 домогосподарствах у складі 19 573 родин. Густота населення становила 1613 осіб/км².  Було 46859 помешкань (973/км²).
Расовий склад населення:
| - 86,3 % — білих - 5,6 % — чорних або афроамериканців - 2,7 % — азіатів - 0,3 % — корінних американців - 0,2 % — вихідців з тихоокеанських островів - 2,6 % — осіб інших рас |

До двох чи більше рас належало 2,4 %. Частка іспаномовних становила 9,0 % від усіх жителів.
За віковим діапазоном населення розподілялося таким чином: 15,6 % — особи молодші 18 років, 58,4 % — особи у віці 18—64 років, 26,0 % — особи у віці 65 років та старші. Медіана віку мешканця становила 48,2 року. На 100 осіб жіночої статі у місті припадало 89,4 чоловіків;  на 100 жінок у віці від 18 років та старших — 87,1 чоловіків також старших 18 років.
Середній дохід на одне домашнє господарство  становив 55 690 доларів США (медіана — 39 468), а середній дохід на одну сім'ю — 66 175 доларів (медіана — 51 015). Медіана доходів становила 36 225 доларів для чоловіків та 32 944 долари для жінок. За межею бідності перебувало 16,2 % осіб, у тому числі 24,4 % дітей у віці до 18 років та 9,2 % осіб у віці 65 років та старших.
Цивільне працевлаштоване населення становило 35 770 осіб. Основні галузі зайнятості: освіта, охорона здоров'я та соціальна допомога — 20,7 %, роздрібна торгівля — 15,0 %, мистецтво, розваги та відпочинок — 12,4 %, науковці, спеціалісти, менеджери — 12,3 %.

## Галерея

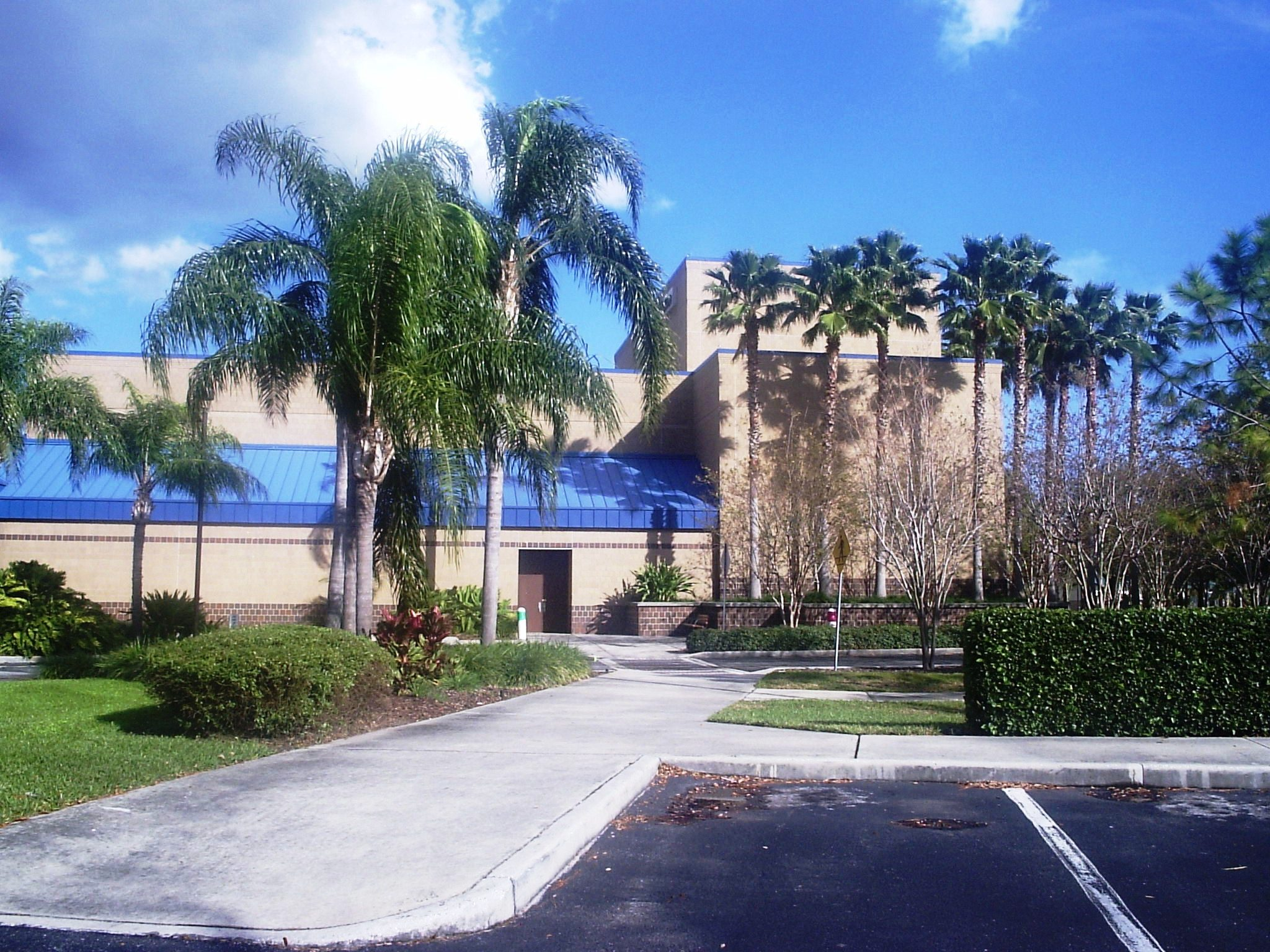
Культурний центр у Ларго
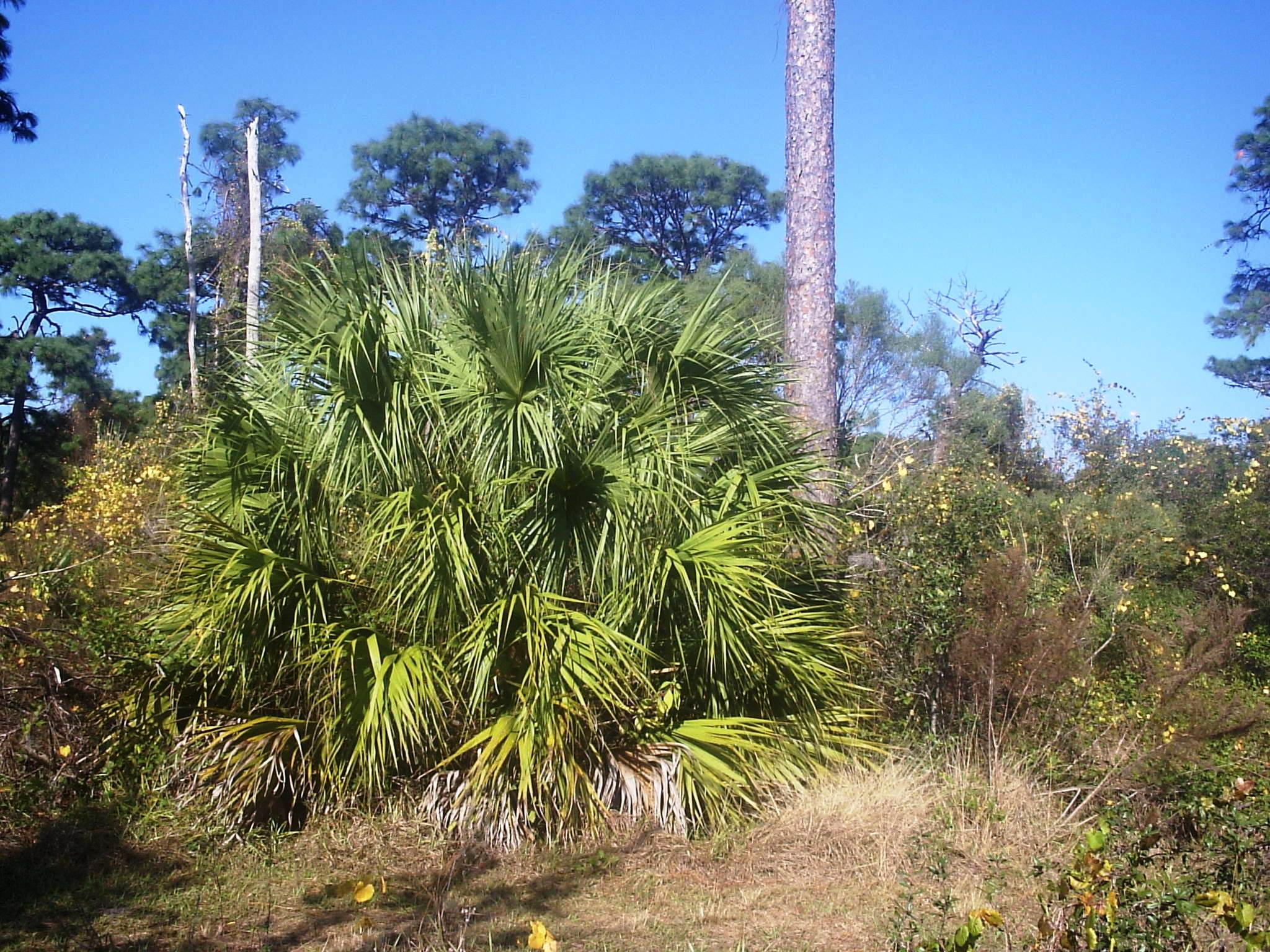
Смерека й пальма у Флоридському ботанічному саді у Ларго
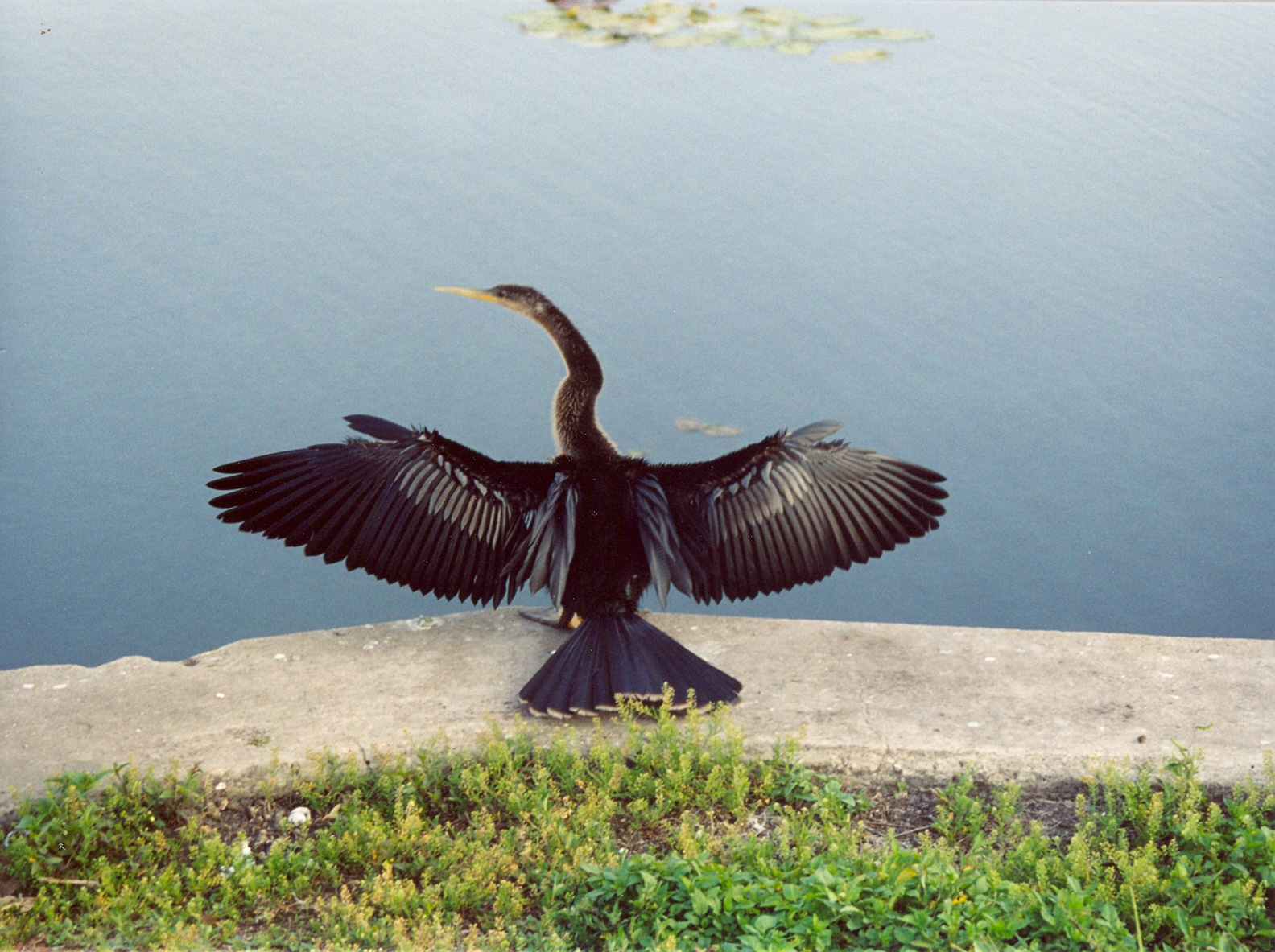
Американська зміїшійка на озері Тейлор у Ларго